# Schloss Louvois

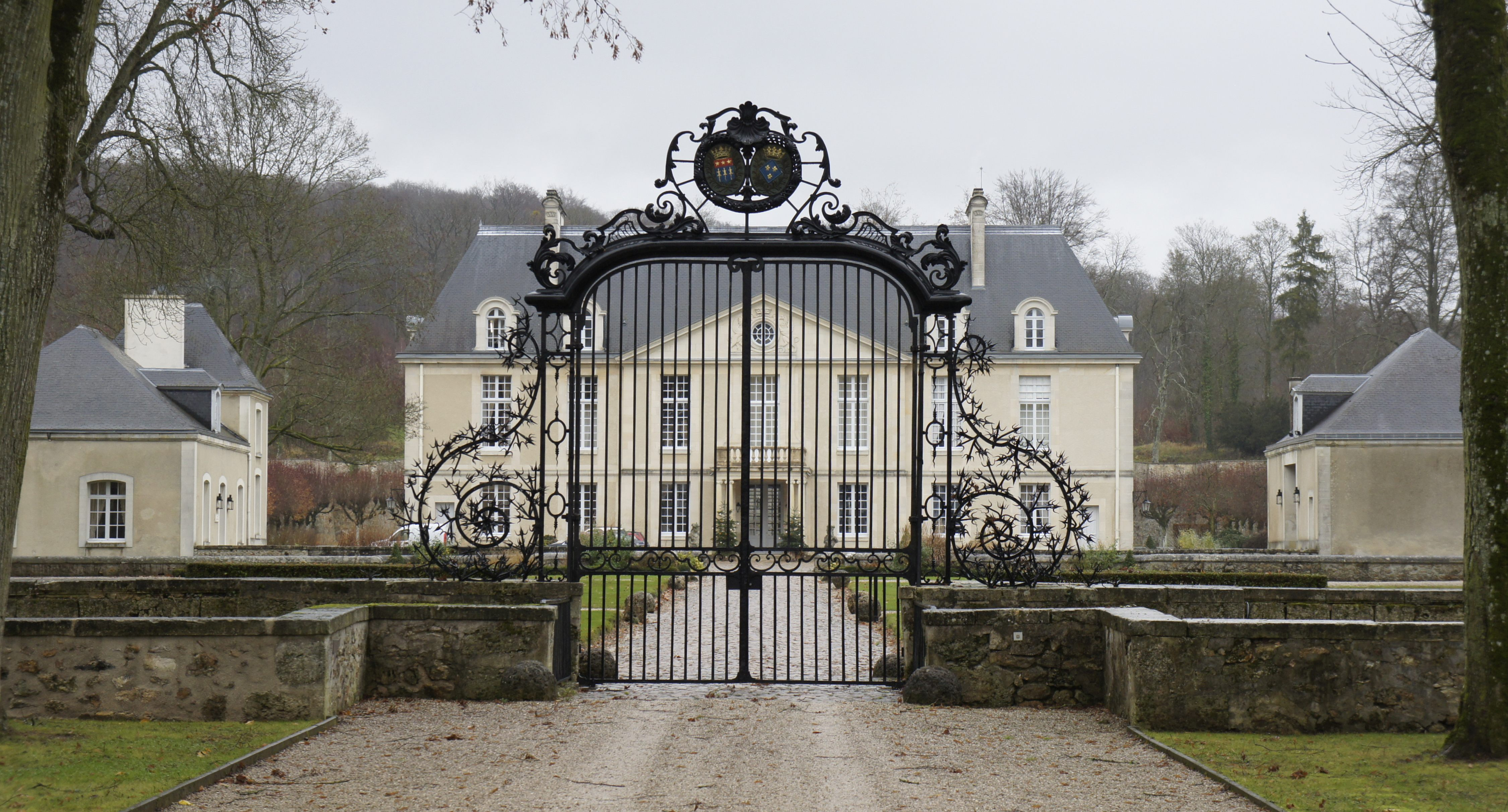
Heutiger Bau (Bild: 2010)

Das Schloss Louvois ist ein Schloss in Louvois in der Gemeinde Val de Livre im Département Marne.

## Geschichte
Eine erste Burg entstand in Louvois Anfang des 13. Jahrhunderts als einfache Grundherrschaft, die Gaucher V. de Châtillon und später der Familie de Cramaille gehörte. Aus dieser Zeit sind noch die Wassergräben, die Keller und das Gefängnis erhalten.
Als Michel Le Tellier, Marquis de Barbezieux und Kriegsstaatssekretär des jungen Königs Ludwig XIV., das Anwesen erwarb, wurde es in ein Marquisat umgewandelt und gehörte später zusammen mit mehreren Hektar Weinbergen und zahlreichen Wäldern zur Hochzeitsausstattung seines Sohnes François Michel Le Tellier de Louvois. Als Koordinator des Baus des Versailler Schlosses nach Colberts Tod, ließ letzterer sich ein prächtiges Schloss nach Plänen von Mansart mit einem fünfzig Hektar großen Park bauen, der von Michel Le Bouteux, einem Schüler von Le Nôtre, entworfen wurden. Terrassierungen und drei Kilometer Rohrleitungen leiteten das Wasser vom Ortsteil Vertuelles und der Fontaine fraîche in das große obere Becken, das wiederum das 60-Fuß-Becken auf der Terrasse speiste; die vier seitlichen Becken wurden unter der Leitung von Sébastien Le Prestre de Vauban und der Schweizergarde als Arbeitskräften errichtet.
Infolge von Schicksalsschlägen ging das Gut 1776 in den Besitz von Adélaide und Sophie de France über, zwei der Töchter des Königs Ludwig XV.; es wurde daraufhin zum Herzogtum und Pairie erhoben. Als das Schloss in dieser Zeit unter dem Namen Château des Dames de France bekannt war, wurde der Architekt Nicolas Durand für Arbeiten am Schloss herangezogen[3].
Während der Revolution wurde das Anwesen zerstört. Es blieben nur die Grundmauern, das Eingangstor, die Orangerie, die Gräben, das Tugendgadin, die Wasserleitung und die großen Teiche erhalten. An seiner Stelle wurde im 19. Jahrhundert ein einfacher Pavillon im klassischen Stil mit einigen Originalmaterialien und einem Landschaftsgarten errichtet.
Seit 1989 ist das Schloss mit seinen 35 Hektar großen Gärten im Besitz des Champagnerhauses Laurent-Perrier. Ein kleiner Teil des historischen Gartens wurde anhand der ursprünglichen Pläne rekonstruiert. Das Anwesen kann nicht besichtigt werden.

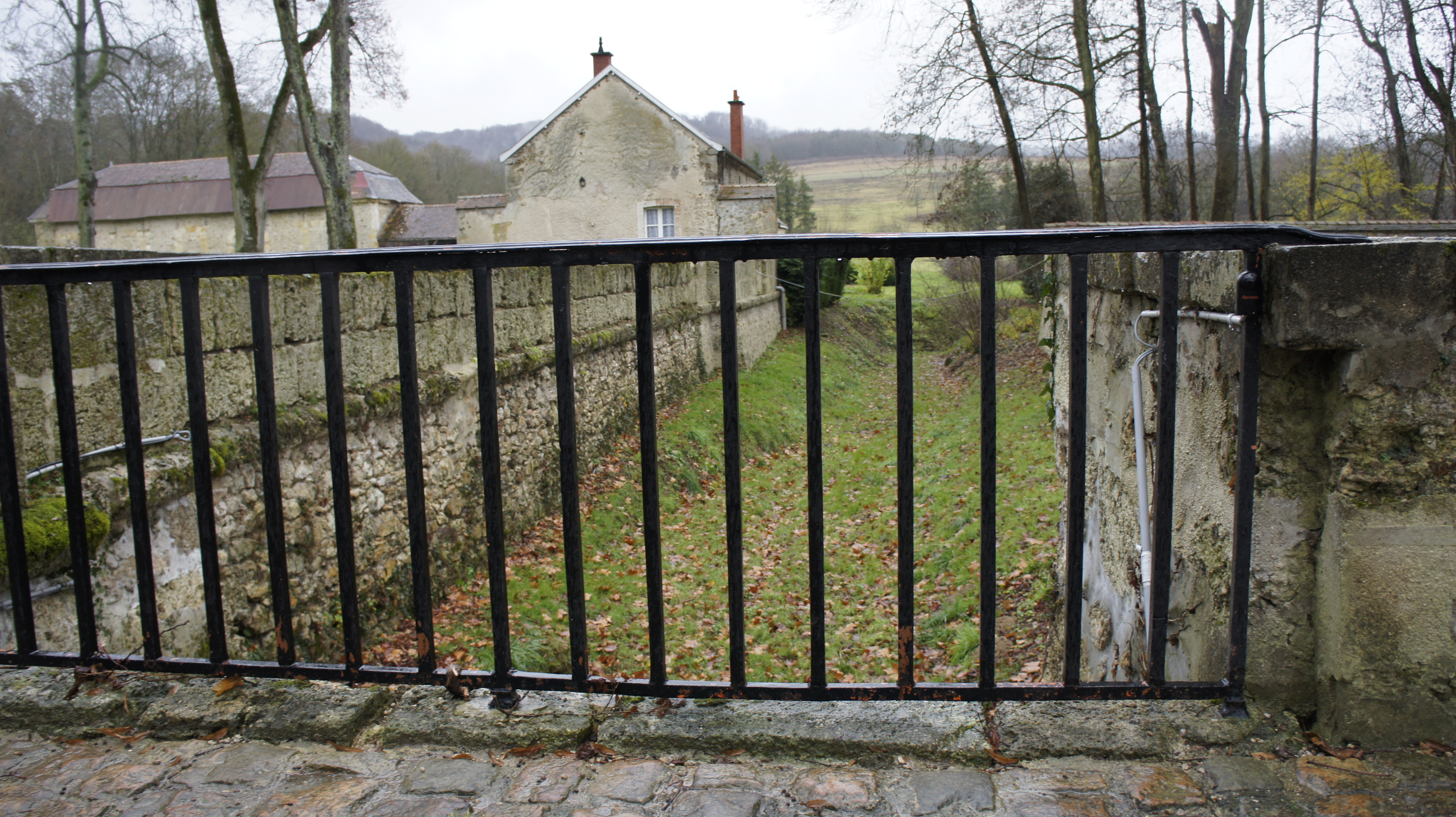
Ansicht der Gräben mittelalterlicher Teil; der Orangerie, Teile, die von Louvois gebaut wurden.

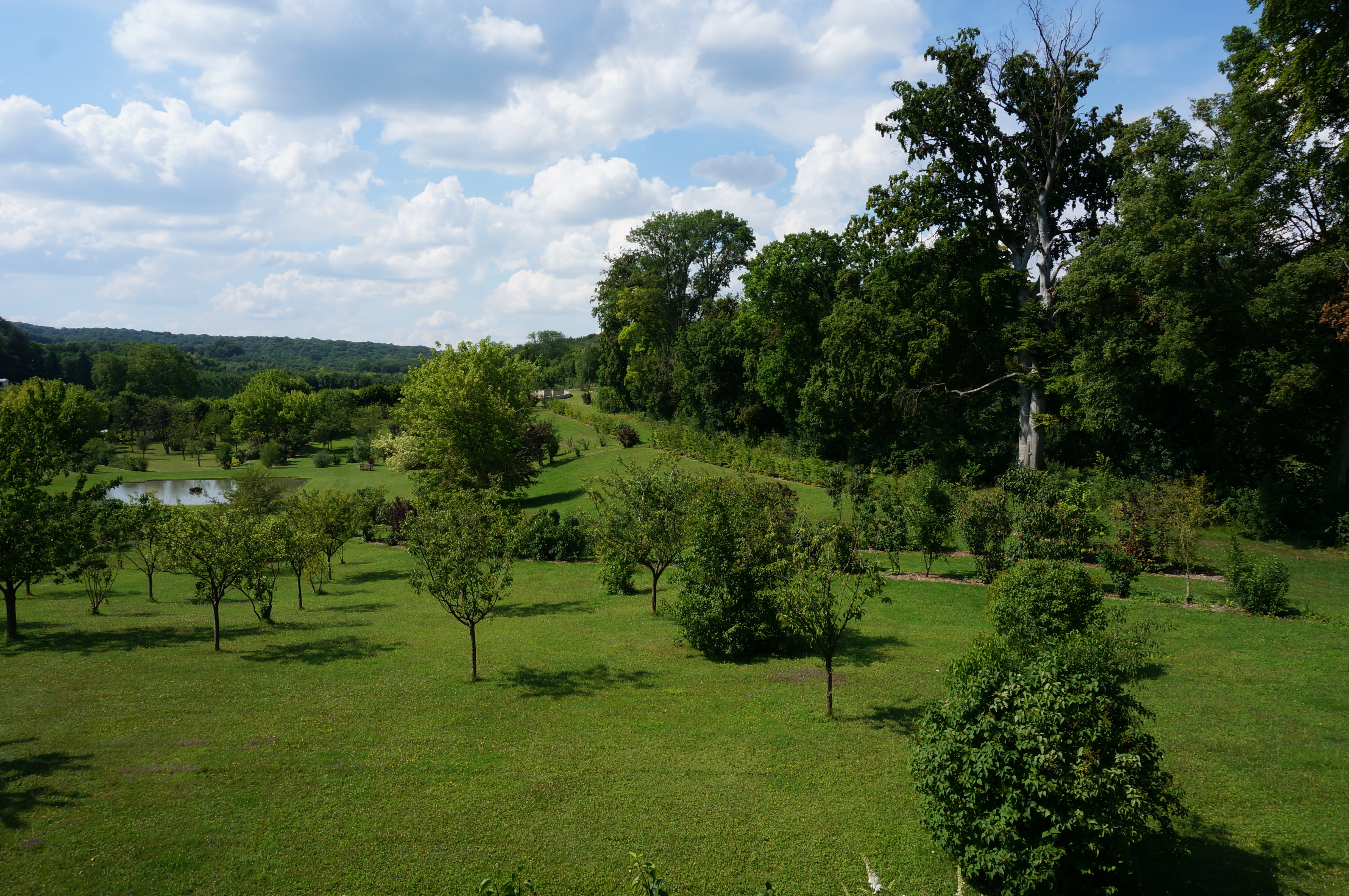
Park des Schlosses Louvois, Südansicht

## Zeitleiste
(Quelle: )
- 1218: Die Herrschaft Louvois ist im Besitz von Gaucher V. de Châtillon, Graf von Saint-Pol[3]
- 1352: Eude Dazieu
- 1399: Amé I. de Sarrebruck-Commercy († 1414), dann Robert I. († 1464/65), Jean VII. († 1497) und Robert II. († 1504)
- 1520: Charles de Silly († 1516), Ehemann von Philippa de Sarrebruck-Commercy († 1551), Tochter von Robert II., dann Louis, Antoine und Catherine de Silly
- 1576: Verkauf an Claude Pinart, Seigneur de la Cramail, Finanzdirektor von Karl IX.
- 1605: Claude Pinart (Sohn), François de Mouville, Antoinette und Charlotte (seine Kinder); Eustache III. de Conflans, Sohn von Charlotte
- 1625: Die Baronie Louvois wird für Henri de Conflans zum Marquisat erhoben
- 4. Februar 1656: Verkauf an Michel Le Tellier und am 19. März 1662 Abtretung an François Michel Le Tellier de Louvois anlässlich seiner Hochzeit, der den Titel Marquis de Louvois annimmt
- 1681: Abschluss der Arbeiten zur Gestaltung des Parks und des Schlosses.
- 1694: Eigentum des Marquis de Barbezieux (Sohn von Louvois).
- 1701: Kauf durch Anne de Souvré, die Witwe von Louvois; das Schloss bleibt bis zu Louis-Sophie le Tellier, dem Urenkel von Louvois, in der Familie.
- 3. Februar 1776: Kauf durch Adélaide und Sophie de France, Töchter von Ludwig XV.[4]
- 1793: Beschlagnahme durch die Revolution und Verkauf des Schlosses als Nationalgut unter der Bedingung, dass es nicht zerstückelt wird und der Käufer die für seinen Unterhalt notwendigen Einkünfte nachweist. Erwerb durch Louis Vincent Pommier (1798), dann nacheinander durch den Bankier Hainguerlot (1799) und Pierre Dambrun (1805); während dieser Zeit wird das Schloss abgerissen, die Steine und später auch das Holz verkauft.
- 16. Mai 1812: Kauf durch den Unternehmer Jean-Joseph Davias, der es teilweise restauriert.
- 15. September 1826: Das Schloss geht in den Besitz von Claude-Julien Provost über, der es am 20. Dezember 1827 an Pierre Charles, 2. Baron Hémart de La Charmoye verkauft. Danach ging es an dessen Sohn Pierre Elie, 3. Baron Hémart de La Charmoye (1826–1871) über und wurde dann vom Sohn seines Cousins ersten Grades und Schwagers, Lazare Elisée, 5. Baron Hémart de La Charmoye und später von dessen Tante Marie-Françoise Hémart de La Charmoye, Gräfin von Bengy, verkauft. In dieser Zeit wird ein Landschaftsgarten errichtet.
- 3. Februar 1877: Das Schloss wird von Frédéric Gabriel Chandon de Briailles (A.D. Marne, 69 D 120) gekauft, der es sich zum Ziel gesetzt hat, ihm sein Aussehen aus dem 18. Jahrhundert zurückzugeben. Es bleibt in der Familie und geht an François und später an Frédéric über.
- 1973: Es wird von El Tajir Establishment für Zayid bin Sultan Al Nahyan, den Emir von Abu Dhabi gekauft.
- 1983: Kauf durch die Familie Garnier.
- 1989: Kauf durch Laurent-Perrier.
- 2. Juli 2015: Das Schloss und der Park werden in die Liste der historischen Denkmäler aufgenommen.

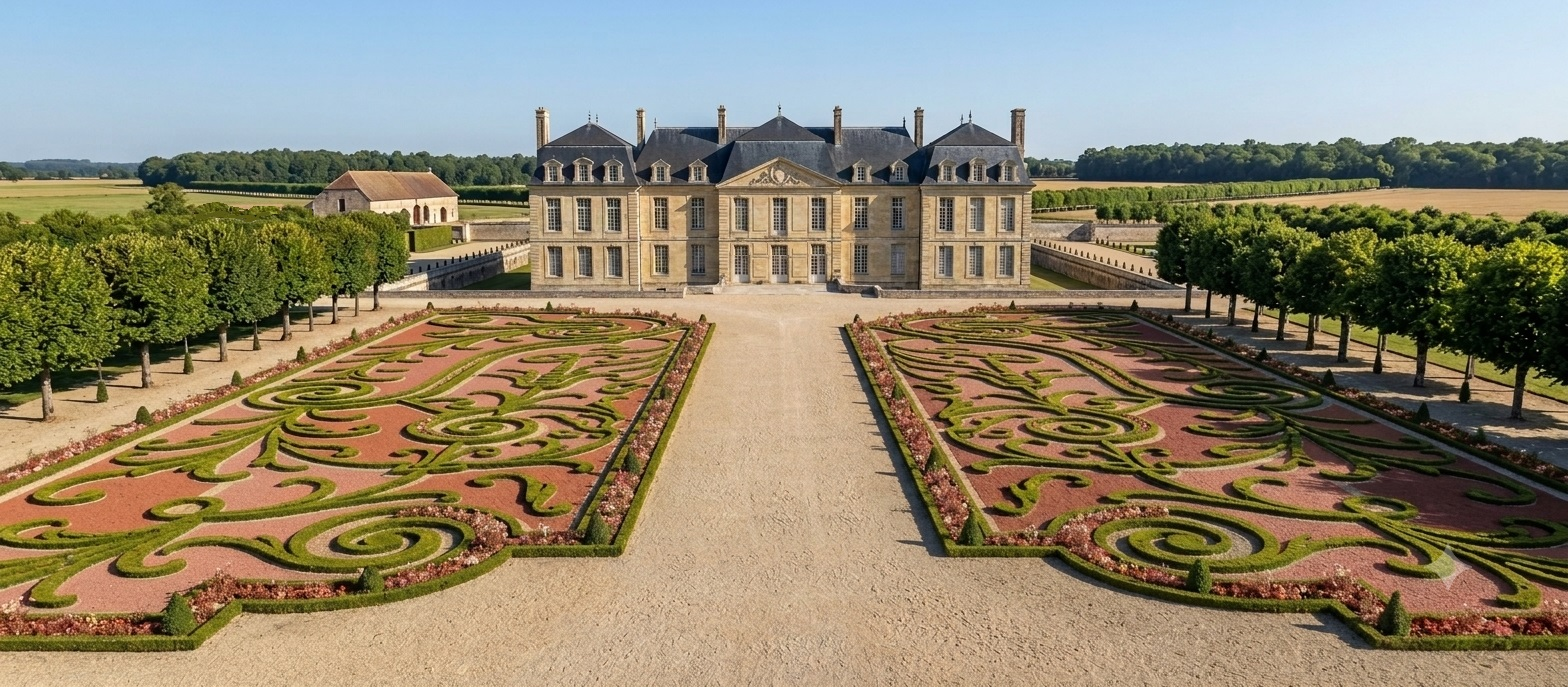
Blick auf das Louvois-Parterre von der Spitze der Grotte aus (Rekonstruktion)
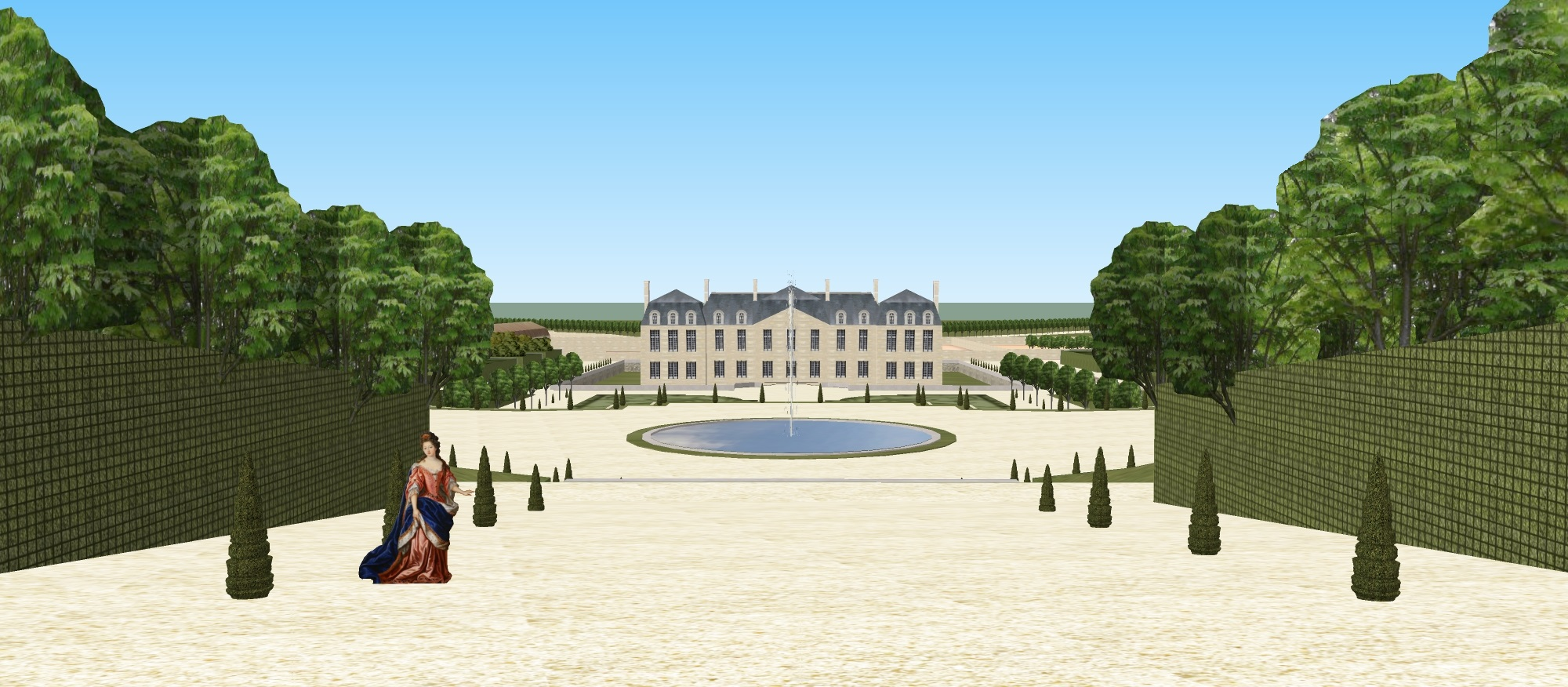
Blick auf den Louvois-Garten von der zentralen Hochallee aus (Rekonstruktion)